# Diócesis de Guéckédou
La diócesis de Guéckédou (en latín: Dioecesis Gueckedouensis y en francés: Diocèse de Guéckédou) es una circunscripción eclesiástica de la Iglesia católica en Guinea. Se trata de una diócesis latina, sufragánea de la arquidiócesis de Conakri. Desde el 29 de junio de 2023 su obispo es Norbert Tamba Sandouno.

## Territorio y organización
La diócesis tiene 35 476 km² y extiende su jurisdicción sobre los fieles católicos de rito latino residentes en las prefecturas de Guéckédou, Macenta (ambas en la región de Nzérékoré), Kérouané (en la región de Kankan) y Kissidougou (en la región de Faranah).
La sede de la diócesis se encuentra en la ciudad de Guéckédou, en donde se halla la Catedral de Nuestra Señora del Rosario.
En 2023 en la diócesis existían 17 parroquias.

## Historia
La diócesis fue erigida por el papa Francisco el 29 de junio de 2023 mediante la bula Labores et fidem, obteniendo el territorio de las diócesis de Kankan y Nzérékoré.

## Estadísticas
Según el Anuario Pontificio 2024 la diócesis tenía a fines de 2023 un total de 62 509 fieles bautizados.
| Año                                                                             | Población            | Población | Población      | Sacerdotes | Sacerdotes    | Sacerdotes    | Bautizados por sacerdote | Diáconos permanentes | Religiosos | Religiosos | Parroquias |
| Año                                                                             | Bautizados católicos | Total     | % de católicos | Total      | Clero secular | Clero regular | Bautizados por sacerdote | Diáconos permanentes | Varones    | Mujeres    | Parroquias |
| ------------------------------------------------------------------------------- | -------------------- | --------- | -------------- | ---------- | ------------- | ------------- | ------------------------ | -------------------- | ---------- | ---------- | ---------- |
| 2023                                                                            | 62 509               | 1 285 308 | 4.8            | 30         | 30            |               | 2083                     |                      |            | 9          | 17         |
| Fuente: Catholic-Hierarchy, que a su vez toma los datos del Anuario Pontificio. |                      |           |                |            |               |               |                          |                      |            |            |            |

## Episcopologio
- Norbert Tamba Sandouno, desde el 29 de junio de 2023